# Міжнародний кодекс номенклатури водоростей, грибів та рослин
Міжнародний кодекс номенклатури водоростей, грибів та рослин (англ. International Code of Nomenclature for algae, fungi, and plants; ICN або ICNafp) — це зібрання правил та рекомендацій, що стосуються наукових назв рослин, водоростей, грибів та грибоподібних організмів. Його метою є присвоєння певних назв щодо певних груп організмів, які мають валідність та придатні до використання вченими. Цінність наукової назви в тому, що вона є стабільною та загальноприйнятою, вона необов'язково повинна мати описову чи діагностичну цінність. Номенклатурний кодекс не має юридичного статусу у галузі державного та міжнародного права.

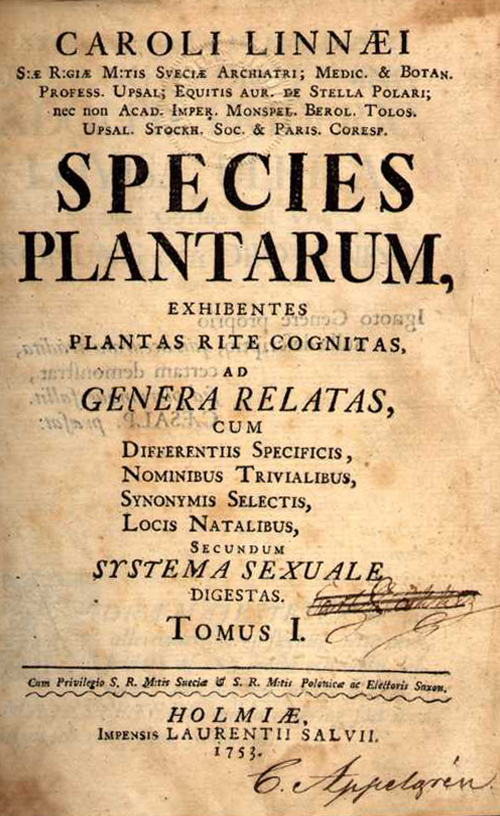
Species Plantarum Карла Ліннея, 1753

## Історія створення
Формально, вперше латинську бінарну класифікацію ботанічних об'єктів здійснив Карл Лінней у роботі Species plantarum. Проте перше зведення власне правил номенклатури ботанічних об'єктів було запропоновано Альфонсом Декандолем 1867 року. Безпосередньо у 1952 році у Стокгольмі було прийнято перший Міжнародний кодекс ботанічної номенклатури, який неодноразово вдосконалювався. Надалі всі зміни та доповнення вносились та вносяться рішеннями номенклатурних секцій міжнародних ботанічних конгресів (МБК), які проходять раз на 6 років. На кожному з'їзді приймається новий кодекс, що змінює попередній. Назва конгресу дається від назви міста, де проходив конгрес. До 2011 діяв Віденський кодекс (змінив Сент-Луїський кодекс), який було прийнято на XVII IBC, що проходив у Відні 17—23 липня 2005 року. Від липня 2011 діє Мельбурнський кодекс, який змінив назву на Міжнародний кодекс номенклатури водоростей, грибів та рослин.

## Принципи номенклатури
Усього існує сім принципів ICN: принцип незалежності номенклатур, принцип типіфікації, принцип пріоритету, принцип унікальності назв, принцип універсальності назв, принцип зворотної сили та принцип незалежності від таксономії.
- Принцип незалежності номенклатур полягає в тому, що ботанічна номенклатура незалежна від зоологічної та бактеріологічної.
- Принцип типіфікації полягає у тому, що застосування назв таксономічних груп застосовується за допомогою номенклатурних типів.
- Принцип пріоритету полягає у тому, що номенклатура таксономічної групи заснована на пріоритеті у оприлюдненні.
- Принцип унікальності назв полягає у тому, що визначена таксономічна група може мати лише одну унікальну назву, окрім певних винятків.
- Принцип універсальності назв полягає у тому, що наукові назви таксономічних груп розглядаються, як латинські, незалежно від походження.
- Принцип зворотної сили полягає у тому, що правила номенклатури, прийняті в наш час, розповсюджуються на усі постанови, прийняті раніше, лише якщо їх дія не обмежена.
- Принцип незалежності від таксономії полягає у тому, що правила номенклатури не залежать від поглядів таксономістів на класифікацію тієї чи іншої групи.

Керівним у ботанічній номенклатурі є принцип пріоритету. Це означає, що з кількох назв, запропонованих для даного таксона, вибирається найстаріша, що була оприлюднена. Постає закономірне питання, яка ж дата є вихідною, далі від якої, принцип пріоритету не поширюється? ICN приймає за вихідну дату 1 травня 1753 року — умовну дату появи роботи Карла Ліннея Species Plantarum (два томи цієї книги, які з'явились у травні та серпні 1753 р. відповідно, розглядаються як опубліковані одночасно 1 травня 1753 р.). Ця дата діє для більшості груп рослин, однак для деяких груп прийняті пізніші дати, наприклад, для десмідієвих водоростей — 1 січня 1848 р., умовна дата публікації роботи Джона Ралфса (англ. John Ralfs) The British Desmidiae.
Ботанічна назва закріплюється за таксоном за допомогою номенклатурного типу. Для видів рослин це звичайно висушений матеріал, який звичайно зберігається в гербарії. Багато колекцій типів зараз доступні в Інтернет на сайтах великих гербаріїв у вигляді високоякісних зображень гербарних листів.
Обидва ці принципи діють з певними обмеженнями. Щоб запобігти небажаних ефектів застосування принципу пріоритету, назви консервують (перелік законсервованих назв знаходиться наприкінці кодексу). Для таксонів рангом вищих за родину застосовується дуже мало правил.
Ботанічна номенклатура незалежна від зоологічної та бактеріологічної номенклатур, котрі мають свої власні Кодекси.
ICN поширюється не тільки на рослини в сучасному розумінні, але й на інші організми, що традиційно вивчаються ботаніками. До групи організмів, на котру поширюється дія ICN, включають безбарвні водорості, ціанобактерії (синьо-зелені водорості), гриби, а також ооміцети, хітридіоміцети та слизовики, що належать до грибоподібних організмів.